# Донец (Змиёвский район)
Доне́ц (укр. Донець) — посёлок, Комсомольский поселковый совет, Змиёвский район, Харьковская область, Украина.
Код КОАТУУ — 6321755603. Население по переписи 2001 года составляет 1699 (775/924 м/ж) человек.

## Географическое положение
Посёлок Донец находится недалеко от истоков реки Гнилица, возле озера Крячковатое(которое сейчас осушили), в 2,5 км от озера Лиман, в 2 км от пгт Слобожанское.
В посёлке есть одноименная железнодорожная станция Донец.
На расстоянии в 1 км проходит автомобильная дорога Т-2105 .

## История
- 1929 — дата основания.  В начале Марта 2022 года, Посёлок был обстрелен Российскими войсками, А именно 8 и 10 Марта.

## Экономика (до распада СХПТ "Шебелинский")
- Молочно-товарная ферма.
- Теплицы.
- Сельскохозяйственный производственный кооператив «Шебелинский».

## Объекты социальной сферы
- Детский сад.
- Школа.
- Амбулатория семейной медицины.
- Стадион.
- Библиотека.
- Клуб.

## Достопримечательности
- Братская могила советских воинов.